# Kalkaska
Kalkaska é uma vila localizada no estado americano de Michigan, no Condado de Kalkaska.

## Demografia
Segundo o censo americano de 2000, a sua população era de 2226 habitantes.
Em 2006, foi estimada uma população de 2214, um decréscimo de 12 (-0.5%).

## Geografia
De acordo com o United States Census Bureau tem uma área de
6,6 km², dos quais 6,5 km² cobertos por terra e 0,1 km² cobertos por água. Kalkaska localiza-se a aproximadamente 345 m acima do nível do mar.

## Localidades na vizinhança
O diagrama seguinte representa as localidades num raio de 36 km ao redor de Kalkaska.